# Bot (España)
Bot es un municipio y localidad española de la provincia de Tarragona, en la comunidad autónoma de Cataluña. El término municipal, ubicado en la comarca de la Tierra Alta, tiene una población de 554 habitantes (INE 2024). Es de relieve muy accidentado por la presencia de las sierras de Pàndols y de Pesells.

## Topónimo
Bot es un topónimo seguramente de origen ibérico. Si bien algún pseudoerudito del siglo XVIII dijo que Bot era un nombre derivado de 'buey' (bou en catalán), y de aquí que conste en su escudo municipal; y alguien también, de una bota de vino. 

## Geografía

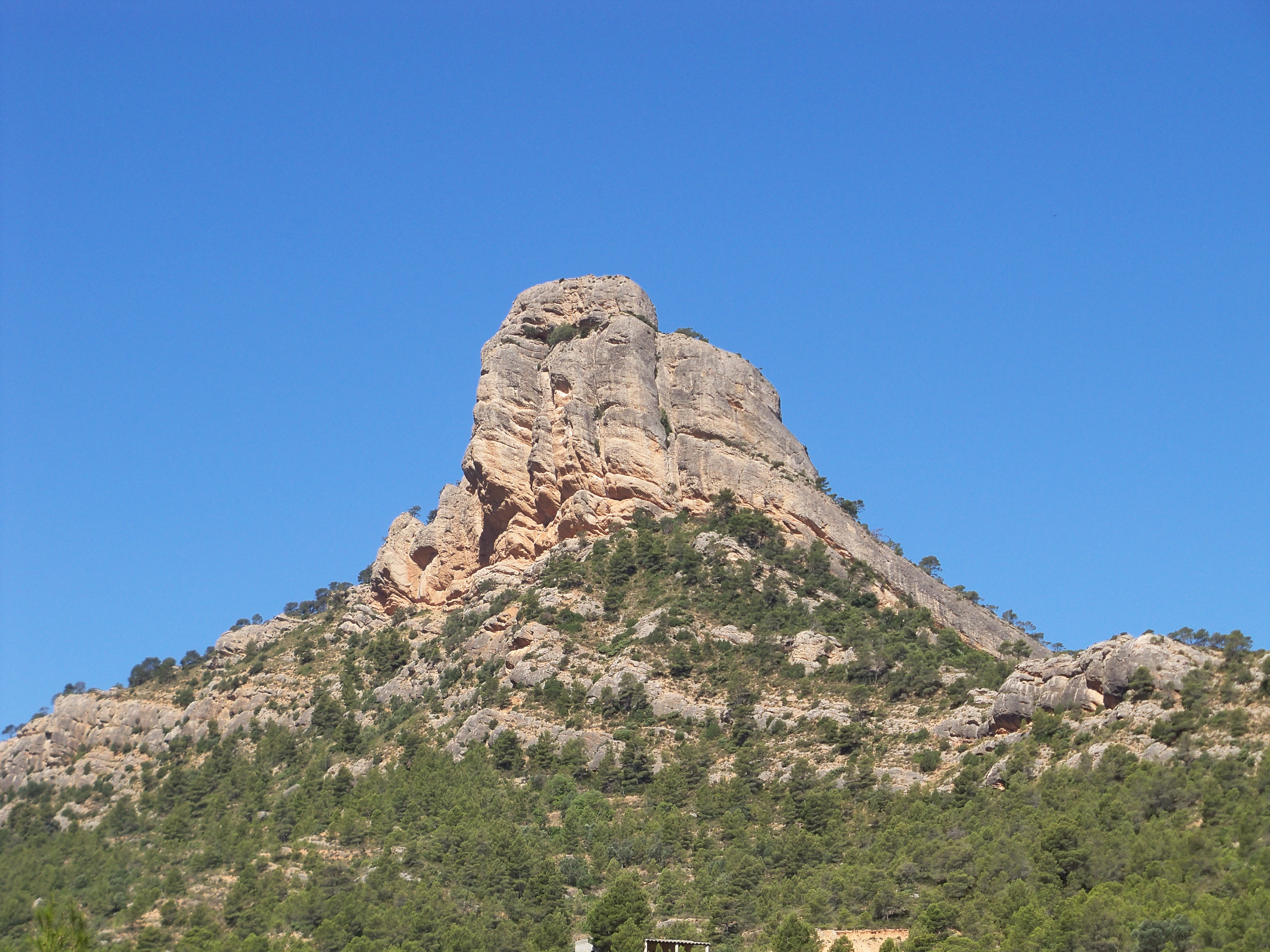
Vista parcial de la montaña de Agulla.

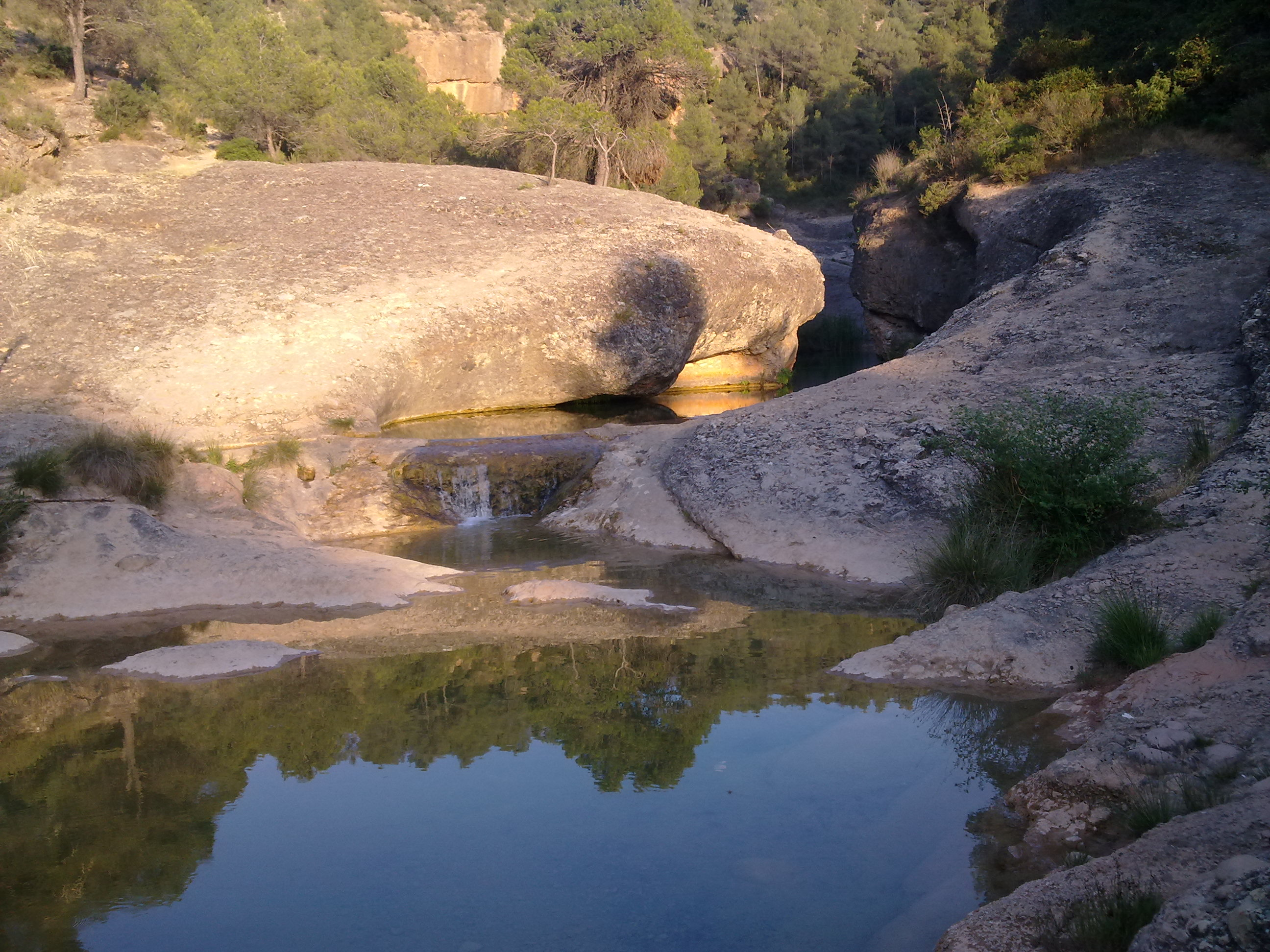
Las "olletes", piscina natural fluvial en el río de Canaletes

Integrado en la comarca de Tierra Alta, al suroeste de Gandesa, se sitúa a 90 km de la capital provincial. El término municipal está atravesado por la carretera nacional N-420, en los pK 793 y 795, además de por la carretera provincial T-334, que conecta con Horta de San Juan, y por carreteras locales que permiten la comunicación con Gandesa y con Prat de Compte.
El relieve del municipio es bastante abrupto, por lo que son numerosos los barrancos. Los ríos suavizan un poco el terreno, destacando la ribera del río Canaletes. Las sierras más importantes del municipio son la sierra del Pésells, que hace de límite con Caseres, y la sierra de Bot, que hace de límite con Prat del Compte. La altitud oscila entre los 621 m al este (pico Rocamala) y los 200 m a orillas del río Canaletes. El pueblo se alza a 289 m sobre el nivel del mar, cerca del cauce del río Canaletes.
| Noroeste: Batea             | Norte: Gandesa                          | Noreste: Gandesa               |
| Oeste: Caseras              |                                         | Este: Gandesa y Prat de Compte |
| Suroeste: Horta de San Juan | Sur: Horta de San Juan y Prat de Compte | Sureste: Prat de Compte        |

## Historia
Existen restos arqueológicos de la ocupación de los iberos. Además, en los alrededores de Bot abundan restos de pequeños poblados ibéricos, uno de los más significativos es el situado junto a la ermita de San José al sudoeste del pueblo, en la otra ribera del río de las Canaletes. Se cree también que al lugar de la población actual podría haber existido un reducto urbano dada la excelente situación entre el río de las Canaletes, el de la Canaleta y los diferentes valles que bajan de la sierra del Calar y de la de los Pesells. Esto le dio una riqueza natural, sobre todo en las tierras regadas por el río de las Canaletes, donde se producen abundantes productos de consumo diario. Seguramente que las acequias ya fueron construidos en tiempos de los romanos y mejorados posteriormente por los árabes.
El lugar de Bot es mencionado en el 1153 en la delimitación del término del castillo templario de Miravet, dado que este llegaba hasta Caseres y hasta Bot (Buzot), que pertenecían al término de Horta. Bot perteneció, efectivamente, a los templarios primero y después a los hospitalarios, por medio de su Comanda de Horta de San Juan, tal como figura documentalmente en el 1359. 
Bot fue saqueado en el 1640 por flamencos y valones mercenarios de los ejércitos castellanos de Felipe IV, durante la guerra de los Segadores. Estos mercenarios profanaron y robaron el templo parroquial.
Durante la primera guerra carlista, Bot fue el lugar donde se retiraron las fuerzas carlistas que asediaron Gandesa. Allí acudió el cabecilla Torner, perseguido por los liberales (1836), y se refugió el general Cabrera (1837) cuando el general liberal Nogueras acudió a socorrer la ciudad asediada. 

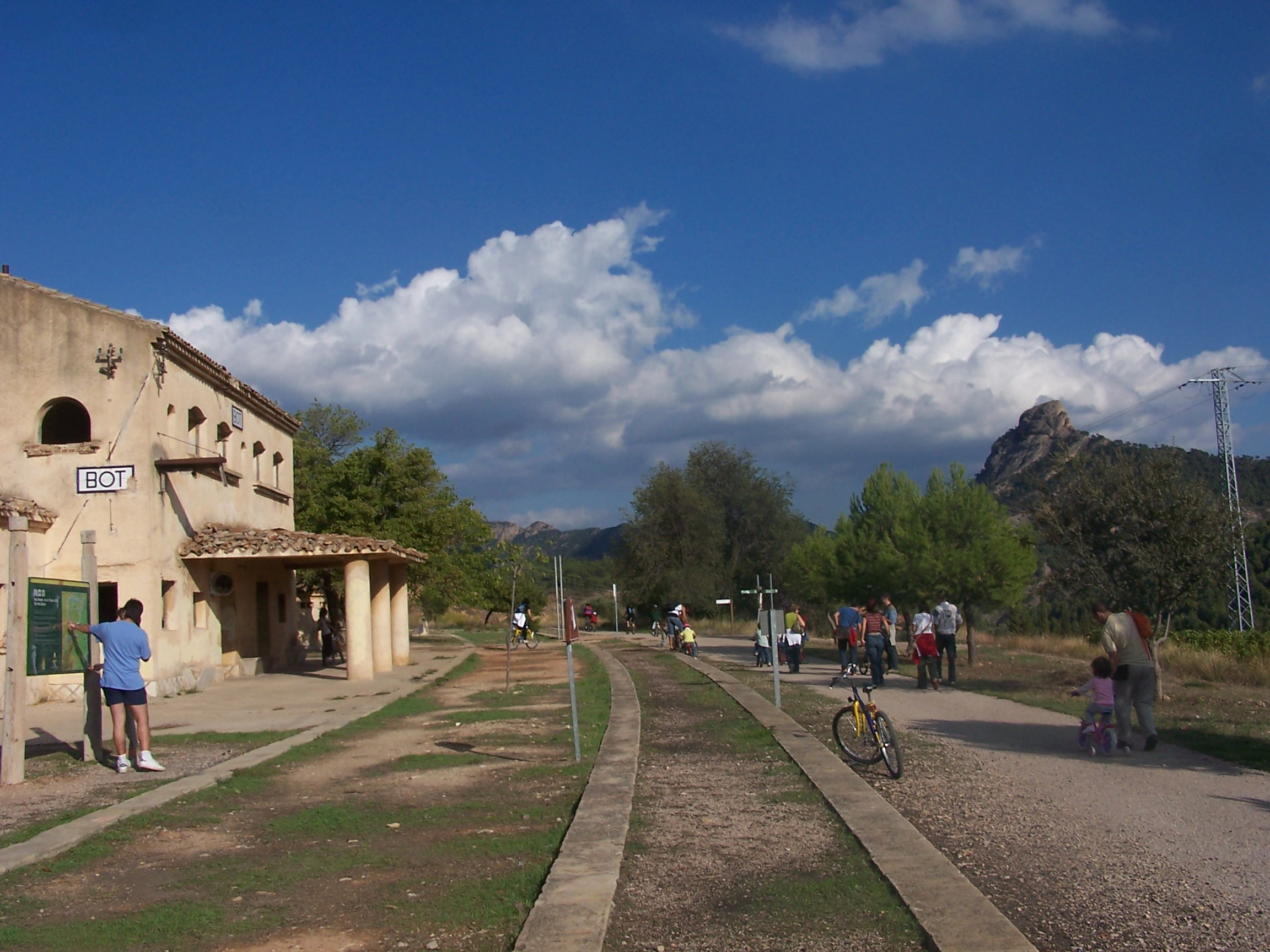
Vista de la antigua estación de Bot.

A comienzos del siglo XX la población continuaba creciendo y, así, el 1900 el número total de habitantes era de 1412, que subieron a 1730 apenas el año del comienzo de la guerra civil de 1936-39. En la guerra civil de 1936-39, durante la larga batalla del Ebro el pueblo de Bot no fue ocupado por los republicanos.
Después la población menguó espectacularmente; en 1940 estaba por debajo de la del inicio del siglo y, excepto una pequeña recuperación en torno a 1950, la población fue bajando posteriormente de una manera progresiva: 1200 hab. en 1970 y 1027 hab. en 1981. Los recuentos posteriores ya no han superado el millar de habitantes: 906 hab. en 1991, 808 hab. en 2001 y 783 hab. en 2005.

## Demografía
Cuenta con una población de 554 habitantes (INE 2024).

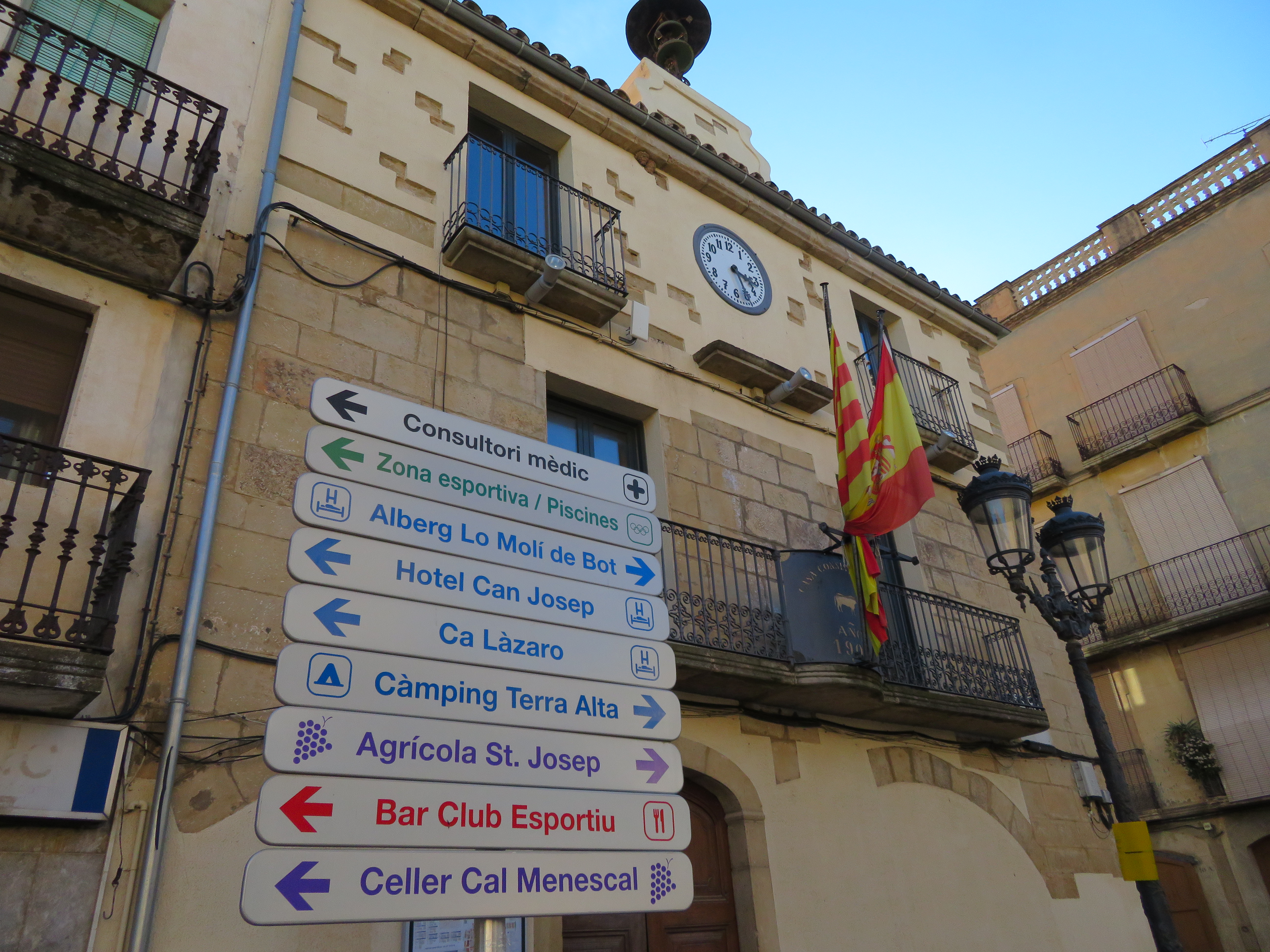
Ayuntamiento de Bot y mural de direcciones

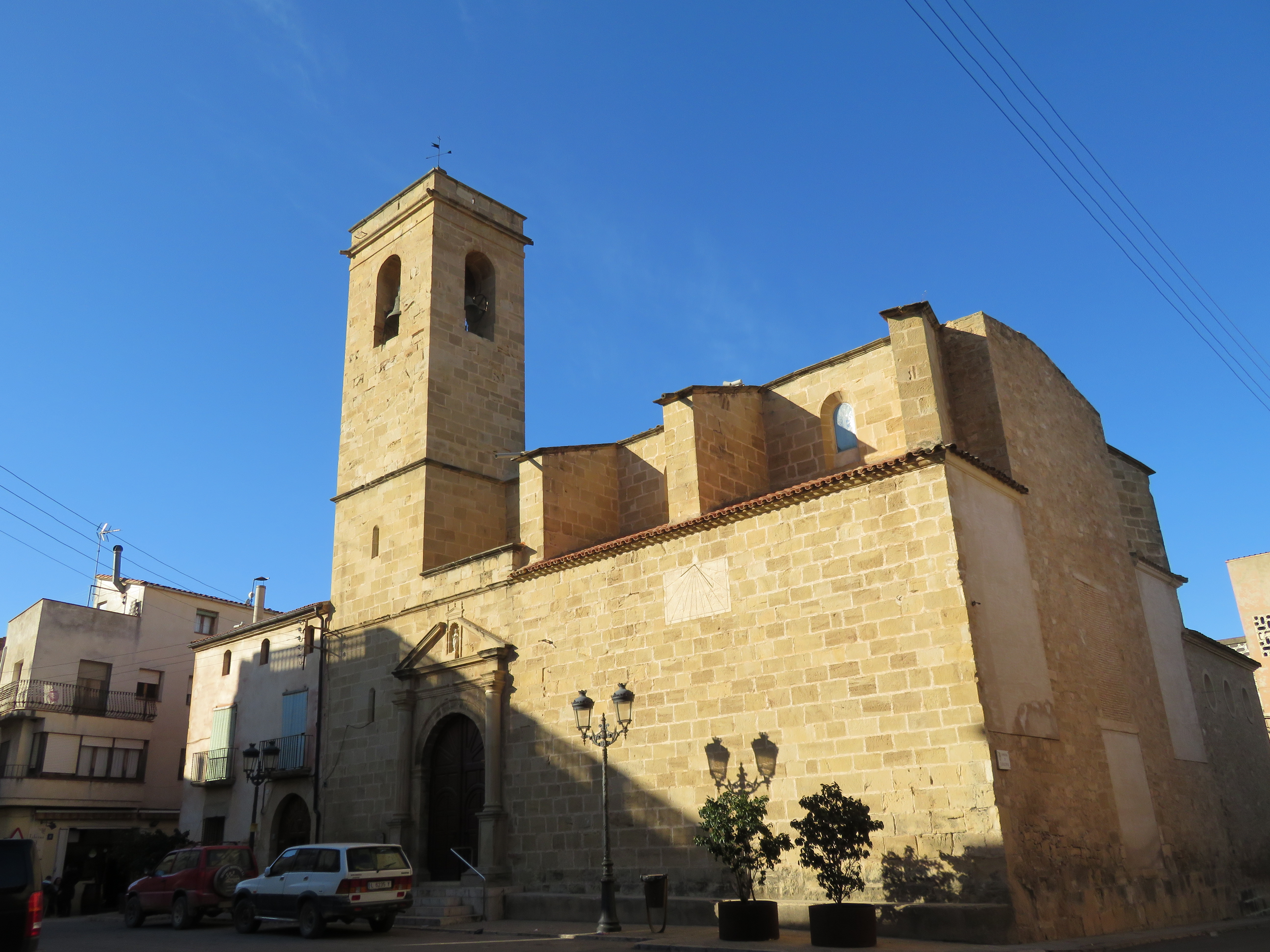
Iglesia de San Blai, parroquia de Bot

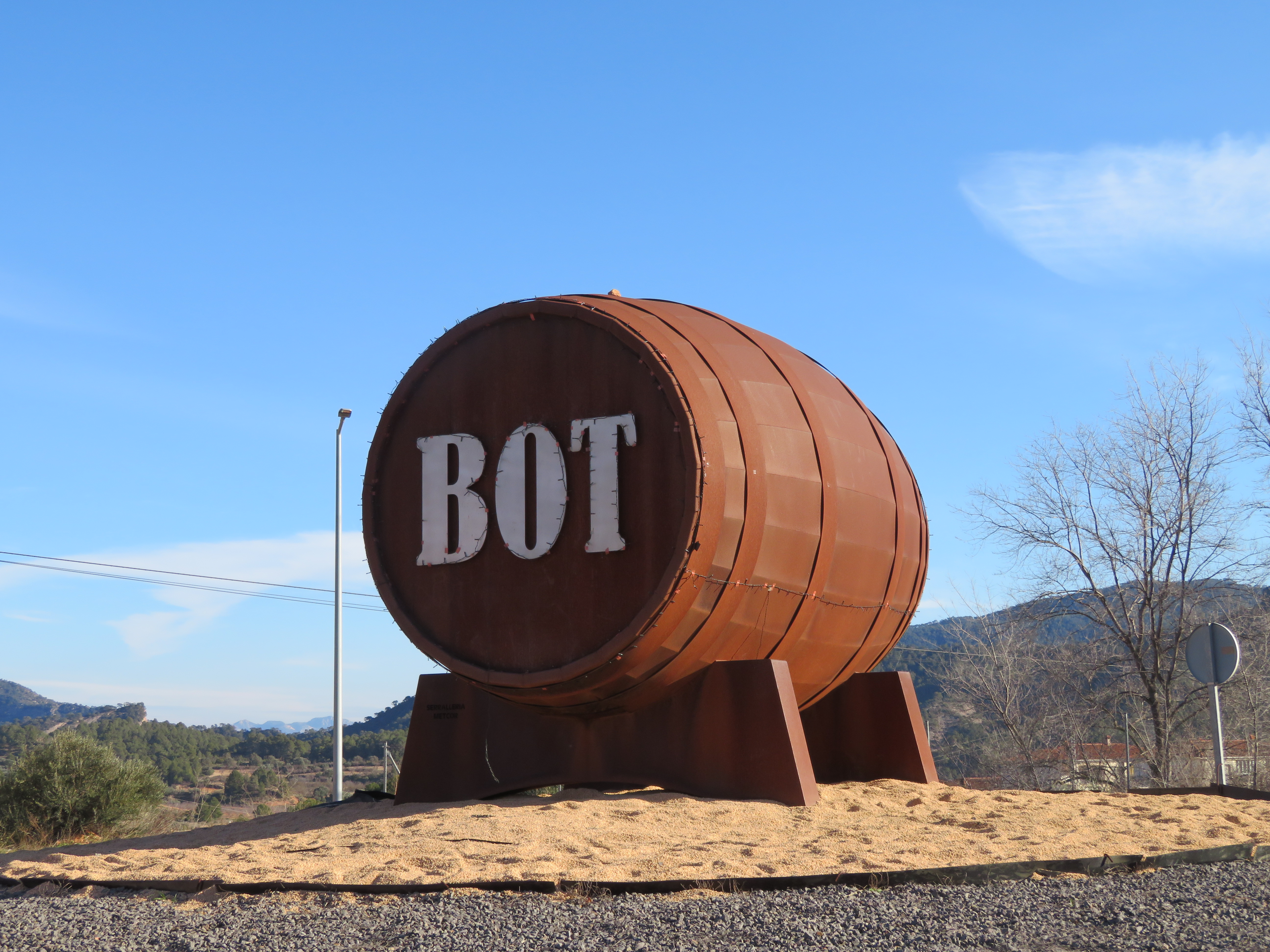
Bienvenida de Bot

| Gráfica de evolución demográfica de Bot entre 1842 y 2021                                                             |
| |
| Población de derecho según los censos de población del INE. Población de hecho según los censos de población del INE. |

| 1900 | 1920 | 1930 | 1940 | 1950 | 1960 | 1970 | 1981 | 1990 | 2000 | 2010 | 2020 |
| ---- | ---- | ---- | ---- | ---- | ---- | ---- | ---- | ---- | ---- | ---- | ---- |
| 1412 | 1474 | 1510 | 1348 | 1555 | 1334 | 1200 | 1027 | 949  | 830  | 683  | 554  |

## Cultura

### Festividades
En cuanto a los actos festivos, el día 17 de enero, por San Antonio, se celebra la Fiesta del Aceite con un concurso de alioli y comida popular. En el mes de febrero, durante los días 2 y 3, tiene lugar la fiesta mayor de invierno, en honor a los patrones del pueblo: la Candelera y san Blai. De entre las actividades de esta fiesta destaca la Danzada, baile típico popular. La fiesta mayor de verano tiene lugar los días 14, 15 y 16 de agosto, en honor a la Virgen María, y el 10 de julio, se celebra la fiesta de Santo Cristóbal.

### Tradiciones
- Romería de Sant Josep. Se celebra romería el día de San José, en la que se agradece al santo la lluvia caída durante todo el año.
- Los "Passacarrers" o pasacalles. Los días 2 y 3 de febrero, a las 9 de la mañana los músicos de BotBand rompen con los sonidos de sus instrumentos la tranquilidad de unas calles que encara no se han sacado las legañas.

La salida de la banda se hace desde la plaza de la Iglesia. El día 2 el recorrido por las calles del pueblo se hace pasando a visitar las casas de la pubilla y las damiselas de honor del año. El día 3 de febrero, quien recibe la visita de la banda son los mayorales y las mayoralas del año. Si un año no hay, se visita a todas las personas llamadas Blais y Blaies.
- Las “corridas” o carreras. El día de la Candelera (2 de febrero) es el día de las personas solteras. Todos los actos de la jornada tienen como protagonistas los quintos y las quintas del año. Al acabar la misa y procesión con la imagen de la Santa, a la plaza de la iglesia y por la calle Caseres, se hacen las tradicionales corridas (carreras) de quintos y quintas. Cómo marca la costumbre el primero o la primera de llegar ganará un gallo, la medalla de plata se sustituye por un conejo y la de bronce por una cebolla. El día de Santo Blai (3 de febrero) las corridas son llevadas a cabo por atletas profesionales de todo Cataluña y de provincias cercanas. A los premios que otorga el Ayuntamiento de Bot, se tienen que añadir numerosas primas otorgadas por asociaciones, entidades, empresas y comercios locales a quienes gane cada una de las 20 vueltas del circuito
- La Danzada. La jota ebrenca o tortosina es la manifestación cultural más popular y tradicional en las Tierras del Ebro. Cada pueblo tiene su jota que acontece un signo identificativo del municipio, hasta el punto de querer reivindicar su consideración de icono nacional. Y no hay duda que en Bot, la jota despertaba y despierta sentimientos de identidad colectiva. Existe una larga tradición de bailar la jota en Bot. Las personas más longevas del pueblo han visto durante toda su vida como las fiestas mayores de invierno se bailaba la Danzada al sonido de la jota que tocaba una banda o charanga traída para la ocasión. El día 2 de febrero se encargan de bailarla los quintos y las quintas del año y las parejas de jóvenes invitadas.El día 3 de febrero es el día de los mayorales /as de la Fiesta Mayor. Y el día 5 el día de las mujeres. A las 6 de la tarde, y el día correspondiente, cada grupo sale del patio de las escuelas en comitiva hasta la plaza de la iglesia donde bailarán la Danzada de Bot, mientras una muchedumbre de gente les tira kilos de caramelos. Hay que destacar la vistosidad de los mantones que lucen las mujeres para bailar la Danzada.
- Los conciertos y el baile. Los días 2 y 3 de febrero se hacen dos sesiones de baile cada día, a las 8 de la tarde y a las 12 de la noche. Los días 4 y 5 de febrero se va una sola sesión de baile tarda/noche que empieza a las 8 de la tarde y que acaba pasadas las 11 de la noche. Además los días 2 y 3 de febrero al acabar las corridas a la plaza, las orquestas contratadas por aquel día hacen un concierto del vermut. La sala del baile del Club Deportivo se llena de mesas donde la gente toma un aperitivo disfrutando de un concierto de música clásica y popular.

### Educación
Dispone de un centro escolar, la Escuela o CEIP de Sant Blai, ubicado en la calle Caseres, s/n. Teléfono: 977 428 246

## Patrimonio

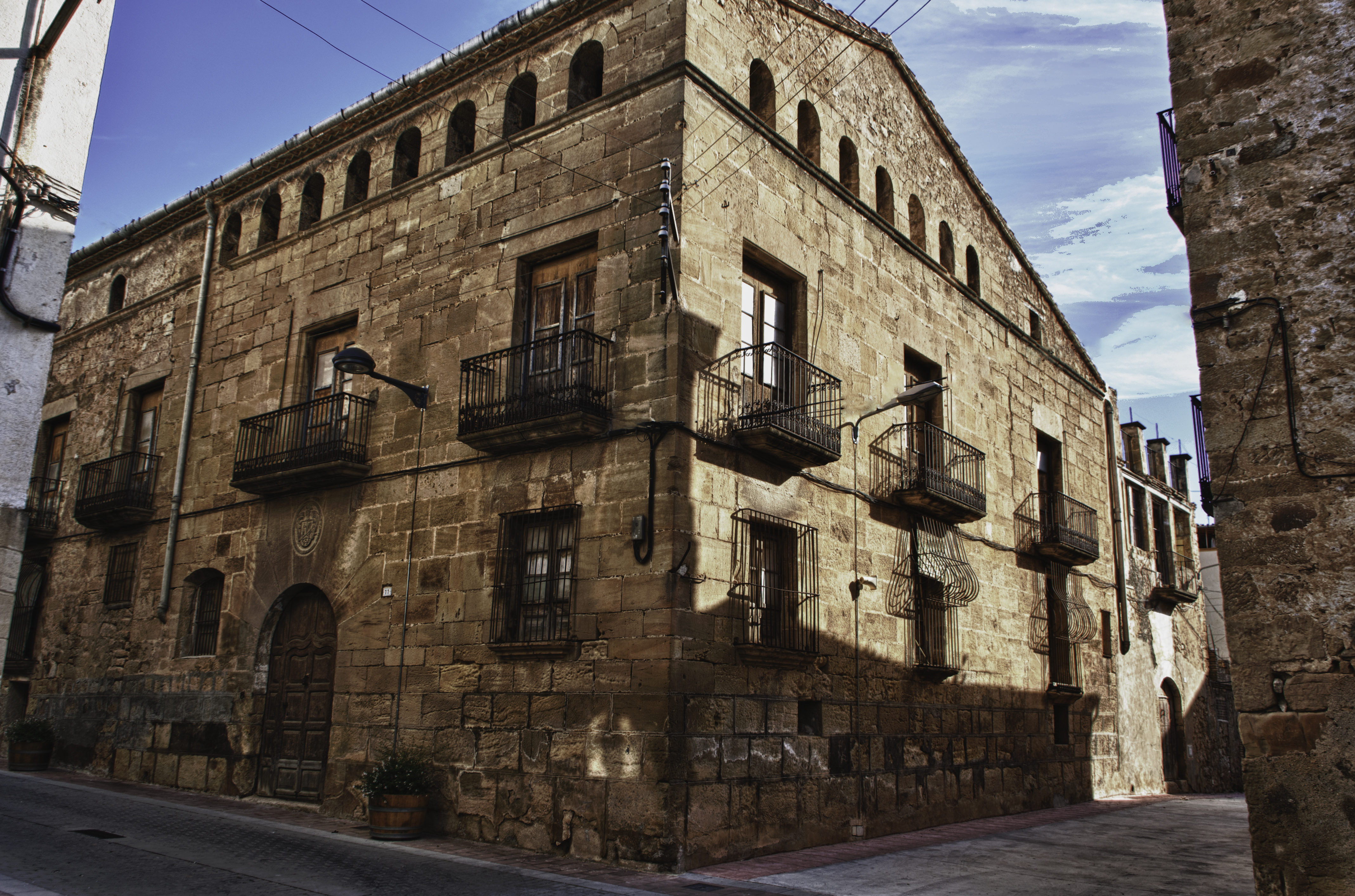
Vista de Casa Paladella

El elemento más importante de su arquitectura civil es la casa Paladella, de los siglos XVII-XVIII, es un edificio señorial en el que sus líneas góticas y populares confluyen con las formas más clásicas.
Los elementos más importantes de su arquitectura son:
- La iglesia parroquial de Sant Blai, del siglo XVII, de estilo renacentista. Sus muros, construidos con piedra labrada, se adornan con arcos de medio punto.
- La ermita de Sant Josep, del siglo XVIII, situada en lo alto de una pequeña cima, al otro lado del río Canaletes, es de estilo barroco y tiene planta de cruz latina. Desde allí se pueden observar magníficas vistas.
- El forat de la donzella (El Agujero de la Doncella). Área recreativa, con mesas, bancos, fuegos y una fuente, situada cerca de la Ermita de Sant Josep.
- El celler (bodega) de Cal (Casa) Menescal.

## Rutas
Debido a su situación geográfica, entre la sierra de Pàndols y la sierra de Cavalls, desde Bot se pueden realizar numerosas excursiones de montaña.

### Vía verde de la Tierra Alta

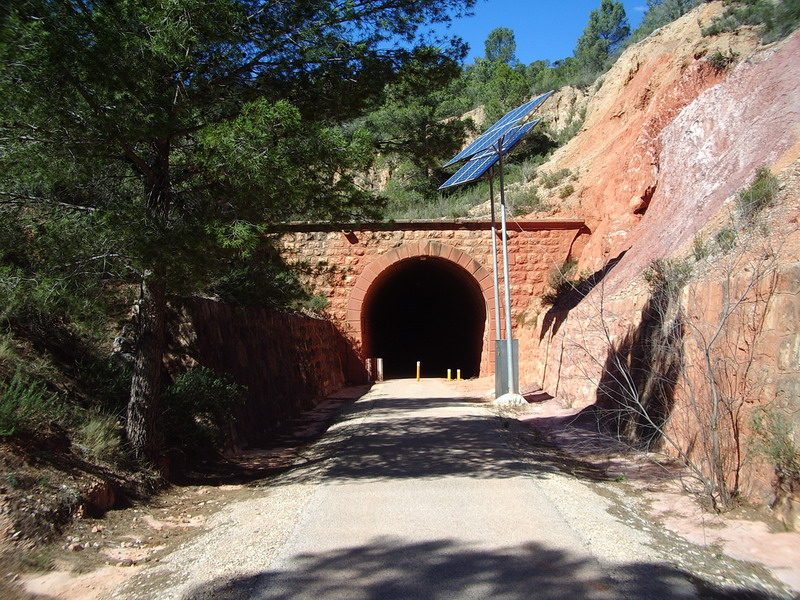
Tramo de la vía verde

La vía verde de la Tierra Alta pasa por el término municipal de Bot. Desde la antigua estación de tren de la desaparecida línea de ferrocarril del Val de Zafán se pueden hacer recorridos que nos pueden llevar al Santuario de La Fontcalda, y hacia el río Ebro; o por el otro sentido hacia Horta de San Juan, Arnés, hasta Alcañiz. Se trata del aprovechamiento de la antigua vía de ferrocarril. Esta vía verde de la Tierra Alta conecta com la Vía verde de la Val de Zafán, en Teruel, junto al río Algars, en la localidad de Lledó de la comarca del Matarraña. Se inicia en Arnés y acaba en Pinell de Bray para encontrarse, más adelante, con la Vía Verde del Bajo Ebro, por las localidades de Benifallet, Cherta... hasta llegar a Tortosa. 

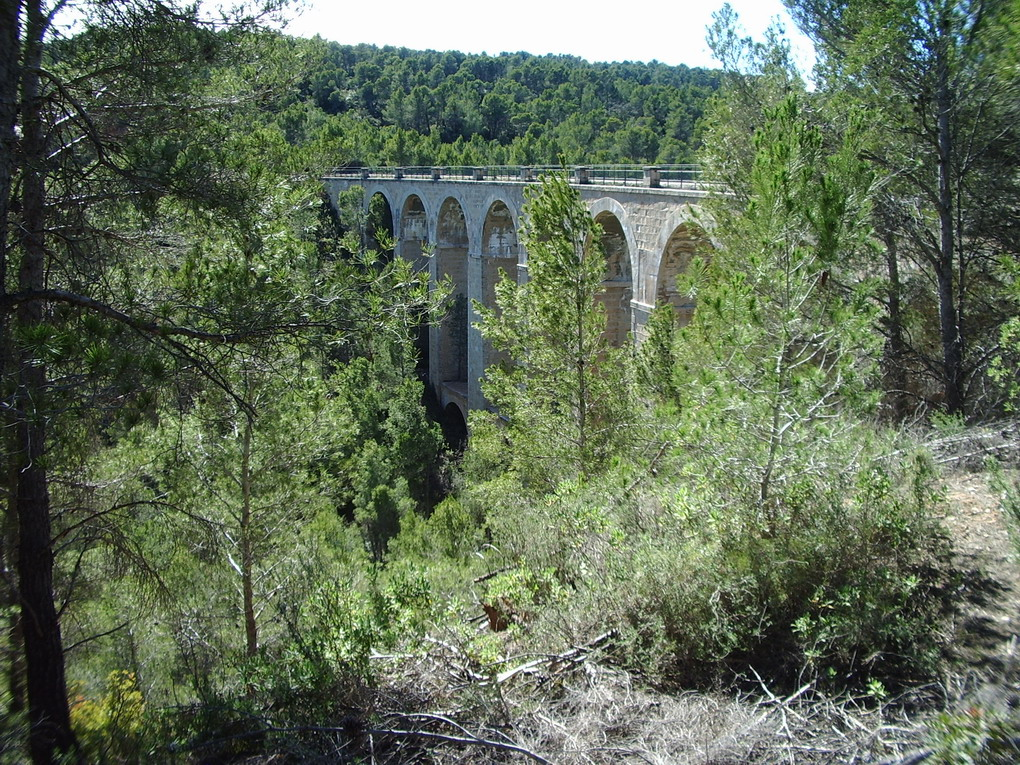
Tramo de la vía verde

El trazado general de esta vía verde se inicia en La Puebla de Híjar (Teruel) y acaba en Tortosa (Tarragona). Cruza gran parte de la comarca de la Tierra Alta. En su recorrido atraviesa las localidades de Arnés, Horta de San Juan, Prat de Compte y Pinell de Bray. Discurre por parajes naturales de la Sierra de Pandols y de Els Ports. Acompaña al río Canaletes gran parte de su camino.

### Ruta por la paz
Esta también pasa por la localidad de Bot. Se trata de un itinerario circular que se inicia y acaba en Gandesa que utiliza la señalización de los GR y de los PR existentes en la comarca para realizar un recorrido que une los lugares que tuvieron relevancia en la Batalla del Ebro. Tierra Alta fue escenario de La Batalla del Ebro, que es, sin duda, uno de los episodios más dramáticos de la guerra civil española. La ruta es un homenaje a todos los contendientes que lucharon en aquella fatídica guerra fratricida, y a la Paz. Transcurre por La Fontcalda, Prat de Compte, Bot, Coll del Moro, Villalba de los Arcos, Fatarella y Corbera de Ebro, en un recorrido de 74 kilómetros. El consejo comarcal de Tierra Alta ha editado una completa guía en la que los interesados dispondrán de toda la información necesaria.

### Ruta del aceite

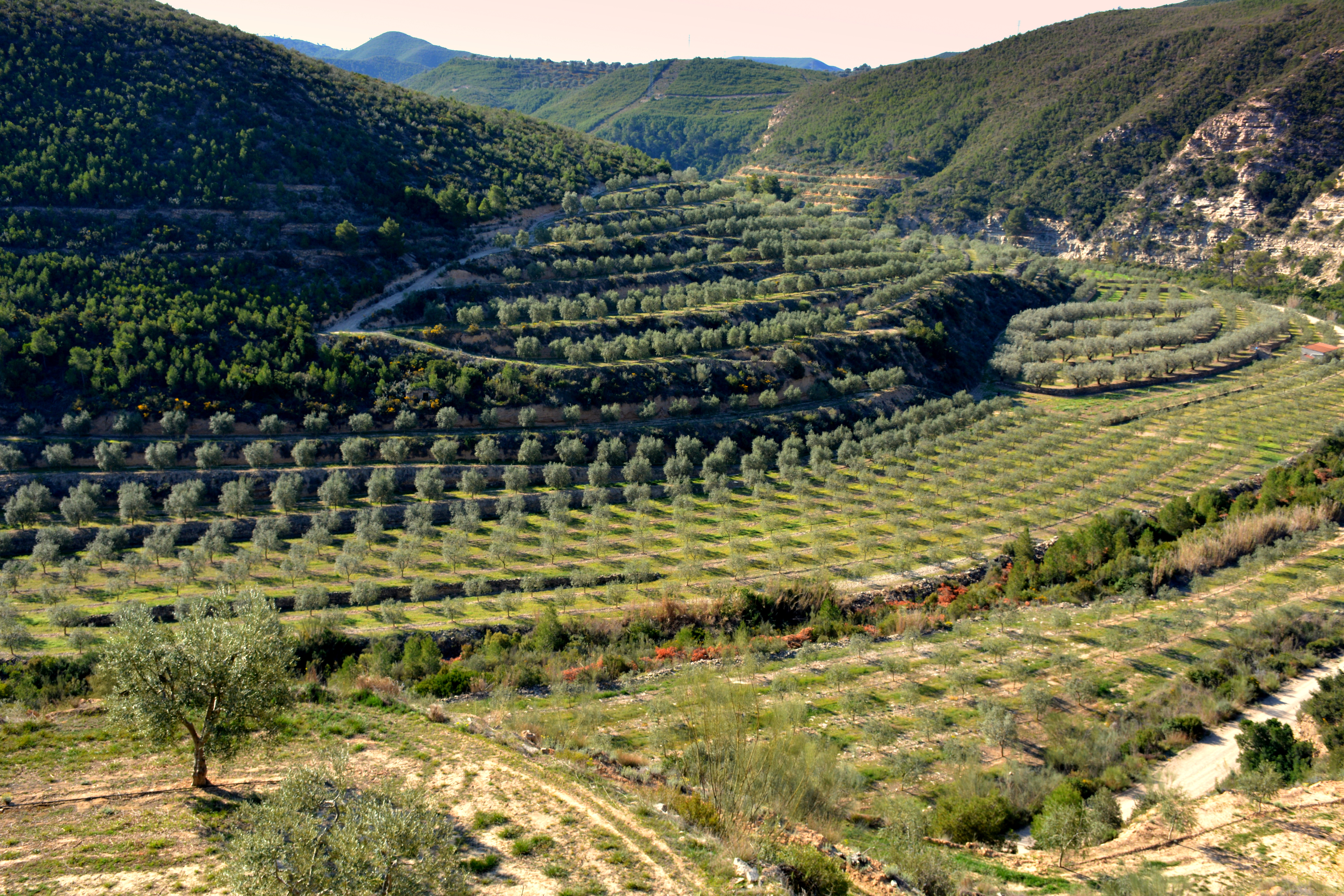
Olivares

La ruta del aceite de Tierra Alta pasa por la localidad de Bot. La ruta transcurre por todas las poblaciones de la comarca de Tierra Alta (Tarragona). Se inicia en la localidad de Arnes y acaba en Pinell de Bray, pasando por las localidades de Horta de San Juan, Bot, Caseres, Batea, Vilalba dels Arcs, Puebla de Masaluca, Fatarella, Corbera de Ebro y Gandesa. Recorrido a lo largo de magníficos campos de olivos, variedad autóctona empeltre, que forman parte de la Denominación de Origen del Aceite de la Tierra Alta.